# Quaix-en-Chartreuse
Quaix-en-Chartreuse este o comună în departamentul Isère din sud-estul Franței. În 2009 avea o populație de 912 de locuitori.

## Evoluția populației
| An        | 1975 | 1982 | 1990 | 1999 | 2006 | 2009 |
| --------- | ---- | ---- | ---- | ---- | ---- | ---- |
| Populație | 268  | 415  | 608  | 740  | 868  | 912  |